# 1800 en Lorraine
Chronologie de la Lorraine
- 1796
- 1797
- 1798
- 1799
- 1800
- 1801
- 1802
- 1803
- 1804

Cette page est une liste d'événements qui se sont produits durant l'année 1800 en Lorraine.

## Éléments de contexte
- l'année 1800 en Lorraine était marquée par l'influence de la Révolution française, les guerres napoléoniennes et les changements administratifs. La région a connu des difficultés économiques, mais a également continué à nourrir sa riche culture malgré les perturbations politiques et militaires.

## Événements

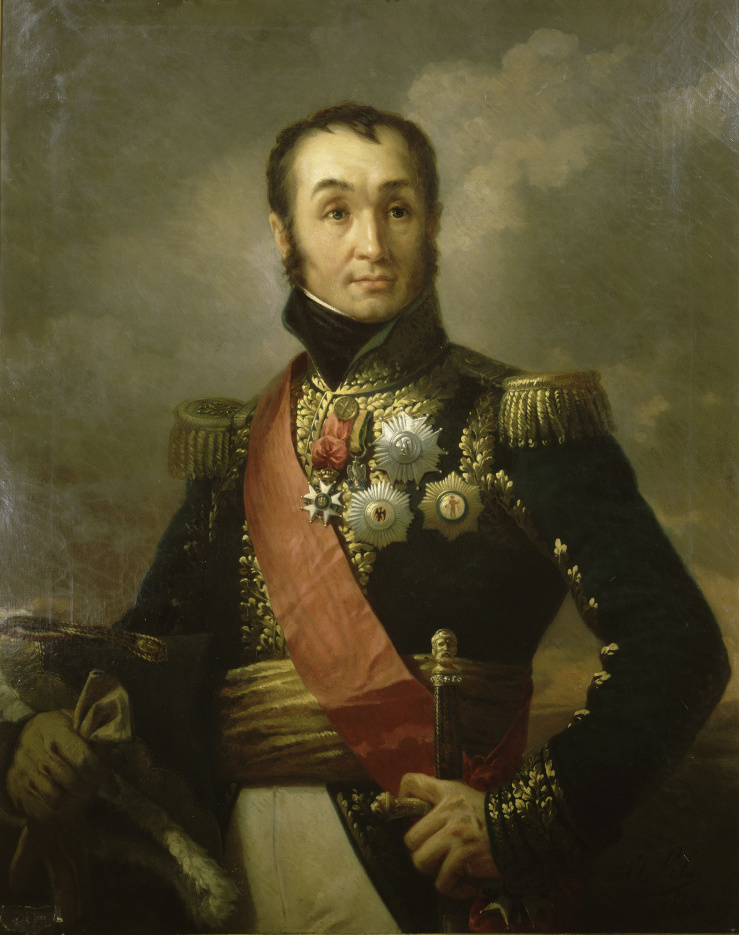
Nicolas Charles Oudinot

- Jean-Joseph Marquis est nommé préfet de la Meurthe[1]. Il s'installe au pavillon Alliot, place Stanislas[2].
- La place Royale à Paris devient Place des Vosges en récompense du zèle que ses habitants avaient mis à payer l'impôt[1].
- Élus députés de la Meurthe au Corps législatif : François Mansuy Thiry, Jean-Baptiste Jacopin, Jean Hyacinthe de Bouteiller, Étienne Mollevaut et Louis-Nicolas Griveau.
- Élus députés de la Meuse au Corps législatif : Nicolas-Charles Oudinot, Jean-Baptiste Catoire-Moulainville, Joseph Desaux, Nicolas Champion de la Meuse, François Charles Chonet de Bollemont, Jean-Joseph Paillet, Claude Hubert Bazoche et Jean-Joseph Marquis.
- Élus députés de la Moselle au Corps législatif : Jean-Jacques Dumaire, François Durbach, Claude Nicolas François Colchen, Joseph Léopold Saget, Claude Nicolas Emmery et Nicolas François Berteaux.
- Élus députés des Vosges au Corps législatif : Nicolas Joseph Pougny, Jean-Baptiste Perrin des Vosges, Nicolas François Delpierre, Jean-Baptiste-Antoine Lefaucheux, Jean-Claude Cherrier et François Haxo.

- 17 février : les 4 départements lorrains accueillent les tout nouveaux préfets[3].
- 13 septembre : les Vosges ayant été le premier département à avoir payé l'impôt, Napoléon Bonaparte donne le nom de ce département à une place de Paris [3].
- 7 novembre : Joseph Bonaparte et le Johann Ludwig von Cobenzl se rencontrent à Lunéville afin de conclure la paix entre la France et l'Autriche[2]

## Naissances

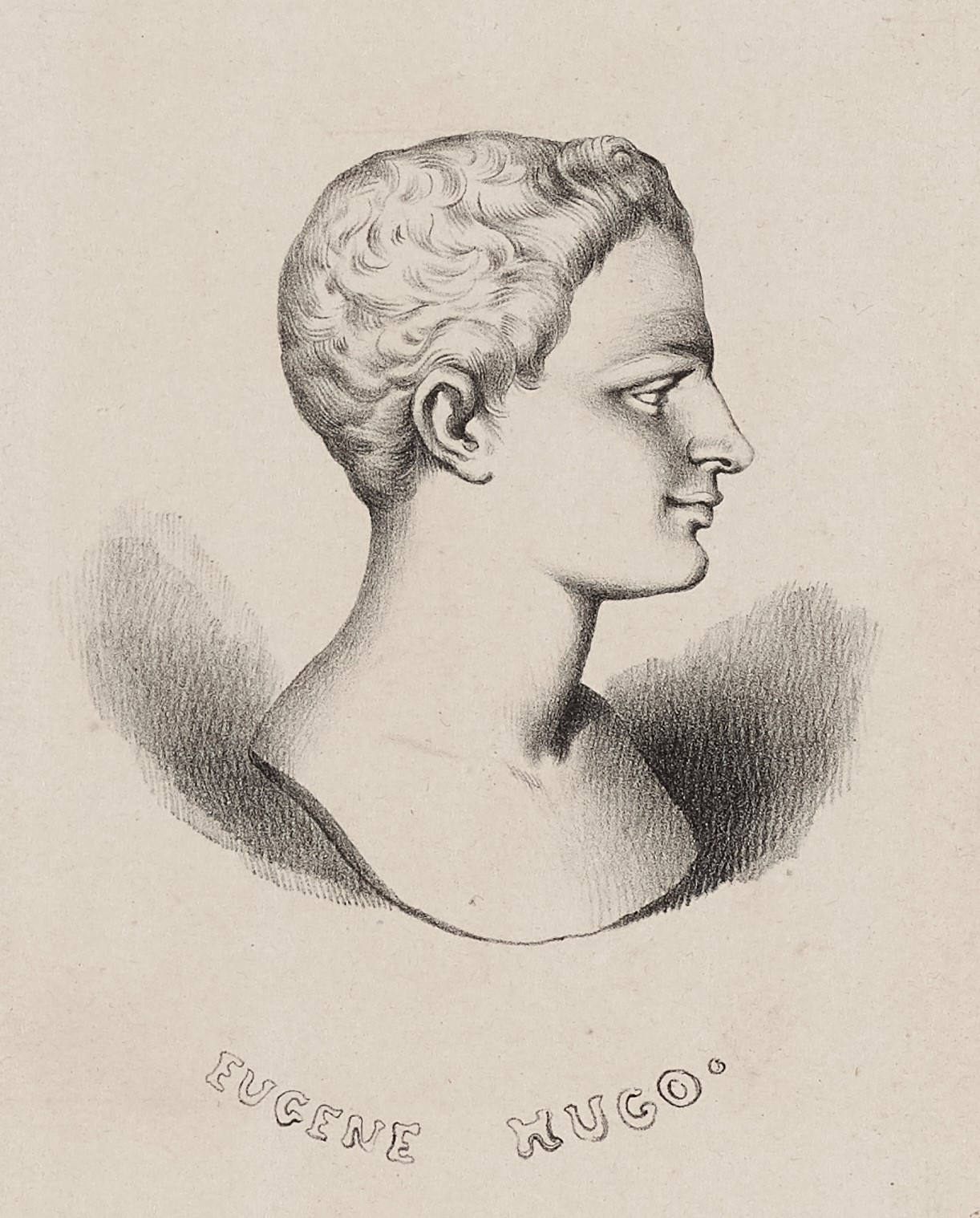
Eugène Hugo

- À Metz : Joseph Bérard[4] (décédé en 1883 à Paris), pédagogue français. Il fut professeur de littérature et de français à l'Université de Saint-Pétersbourg, enseignant notamment à Piotr Ilitch Tchaïkovski.
- 2 janvier à Hadigny-les-Verrières : Joseph Piroux (mort à Nancy le 26 juillet 1884[5]), professeur et éducateur français, précurseur dans l'éducation des sourds, fondateur de l'Institut des sourds et muets à Nancy en 1827.
- 16 janvier à Épinal : Charles Charton, mort à  Épinal le 10 mars 1876, administrateur de la préfecture vosgienne, d'abord chargé de la statistique départementale, chef de division du premier bureau dans les années 1830, avant de connaître une disgrâce passagère, et un membre éminent de la Société d'émulation du département des Vosges, qu'il avait contribué à fonder en 1825. A nos yeux, il peut apparaître en historien français dont les études portent presque exclusivement sur le département des Vosges.
- 7 juin à Midrevaux : Louis Gahon, mort le 13 juin 1859 à Épinal[6], architecte français.
- 16 septembre à Nancy : Eugène Hugo, écrivain français, mort le 20 février 1837 à l'Hôpital Esquirol de Saint-Maurice (Val-de-Marne), surtout connu pour être le frère aîné de Victor Hugo.
- 7 novembre à Épinal : Augustin Doublat, homme politique français décédé le 7 mars 1863 à Brouvelieures (Vosges).
- 22 décembre à Metz : Paul-Joseph Ardant décédé le 25 novembre 1858 à Vincennes, est un général et homme politique français.

## Décès

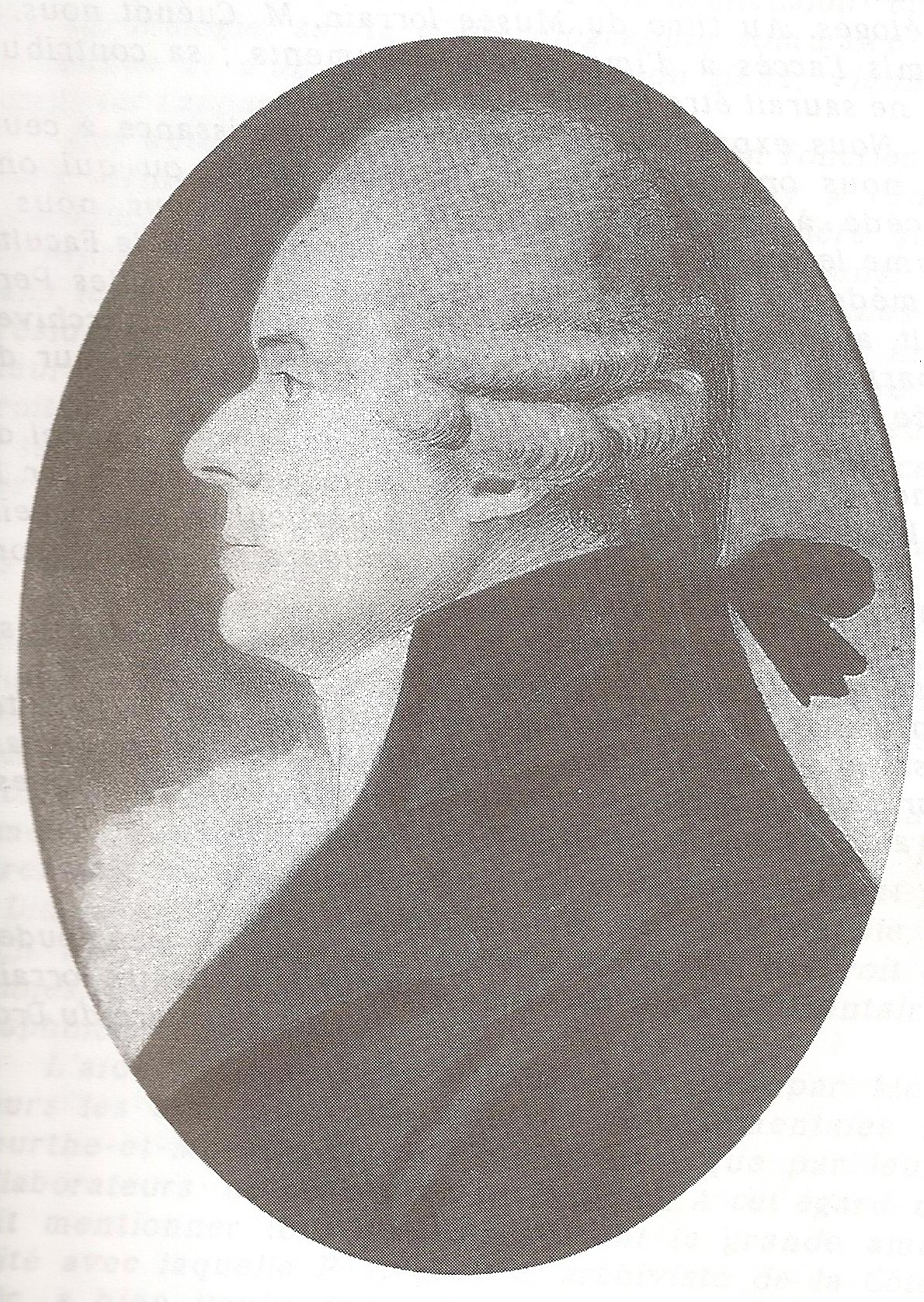
Michel Joseph de Coeurderoy.

- À Nancy : Louis Dominique de Munnier, ou Meunier, né le 17 décembre 1734 à Phalsbourg (actuel département de la Moselle), général de division de la Révolution française.
- 4 janvier à Stenay : Jean Froissard, né le 20 janvier 1759 à Choye (Haute-Saône), général de la Révolution française.
- 26 octobre à Einville : Michel-Joseph de Cœurderoy, haut magistrat français de la seconde moitié du XVIIIe siècle, témoin de la chute de l'Ancien Régime, né le 9 mai 1738 à Dijon (paroisse Saint-Nicolas).